# توماس وان (فیلسوف)
توماس وان (۱۷ آوریل ۱۶۲۱–۲۷ فوریه ۱۶۶۶) یک روحانی ولزی، فیلسوف، و کیمیاگر بود که به زبان انگلیسی می‌نوشت. او اکنون به خاطر کارش در زمینه جادوی طبیعی به یاد می‌آید. او همچنین با نام مستعار یوژنیوس فیلالتس (به انگلیسی: Eugenius Philalethes) آثاری منتشر کرد.
او بر افرادی مانند یوهانس تریتمیوس (۱۵۱۶–۱۴۶۲)، هاینریش کورنلیوس آگریپا (۱۵۳۵–۱۴۸۶)، میشائیل سندیوگیوس (۱۶۳۶–۱۵۶۶)، و رزیکلاسیسم (اوایل قرن هفدهم) اثرگذار بود.

## زندگی
توماس یک روحانی سلطنتی اهل برکن، ولز، برادر شاعر هنری وان بود. او در سال ۱۶۳۸ وارد کالج عیسی در آکسفورد شد و به مدت یک دهه در طول جنگ داخلی انگلیس در آنجا ماند.
وان در نبرد روتون هیث در سال ۱۶۴۵شرکت کرد. اگرچه هنوز در آکسفورد مستقر بود، اما در سال ۱۶۴۰ رئیس دانشگاه Llansantffraed (سنت بریجت) ولز شد و به دلیل کمبود پزشک در آنجا تحصیلات پزشکی را آغاز کرد. با این حال، در سال ۱۶۵۰، وان به دلیل همدردی‌های سلطنتی‌اش و ادعای مستی‌اش از محله اخراج شد. 
وان بعدها درگیر طرحی توسط رابرت چایلد برای تشکیل یک باشگاه شیمی با آزمایشگاه و کتابخانه شد که هدف اصلی آن ترجمه و جمع‌آوری آثار شیمیایی بود. او در سال ۱۶۵۱با همسرش ربکا ازدواج کرد و دوره بعدی زندگی خود را در لندن گذراند. همسرش در سال ۱۶۵۸ درگذشت.
در سال ۱۶۶۱، وان با یک همکار کیمیاگری به نام ادوارد بولنست، بر سر مسائل مالی و ادعای شکست وعده‌هایش اختلاف پیدا کرد و پس از تهدید بولنست به خشونت، این موضوع به دعوی قضایی رسید. وان به عنوان بخشی از این ماجرا متهم شد که «بیشتر وقت خود را صرف مطالعه فلسفه طبیعی و کیمیا فیزیک» کرده‌است. گزارش شده‌است که او اعتراف کرده‌است که «سنگ جادو را مدتها جستجو کرده و آن را نیافته‌است.»
پس از بازگشت پادشاهی، رابرت موری حامی او شد، که با وی در طی طاعون ۱۶۶۵ از لندن به آکسفورد فرار کرد.
وان در خانه ساموئل کم، در آلبری، آکسفوردشایر درگذشت.

## آثار
اگرچه وان طبابت نمی‌کرد، اما به دنبال آن بود که مهارت‌های شیمیایی خود را در تهیه داروها به روشی که پاراسلسوس توصیه می‌کرد به کار گیرد. او با ساموئل هارتلب، که در سال ۱۶۵۰ به وان به عنوان نویسنده توجه داشت، مکاتبه کرد، و با کتاب خود Anthroposophia Theomagica، یک اثر جادویی-عرفانی، شهرت پیدا کرد. وان نویسنده رساله‌هایی بود که با نام مستعار یوژنیوس فیلالتس منتشر شد، همان‌طور که اکنون عموماً توافق شده‌است.
وان در میان کیمیاگران آن زمان غیرمعمول بود زیرا با همسرش ربکا وان همکاری نزدیک داشت. او خود رابه عنوان یکی از اعضای «انجمن فیلسوفان ناشناس» توصیف می‌کرد و مسئول ترجمه گزارش برادری صلیب گلگون به انگلیسی در سال ۱۶۵۲بود که یک مانیفست ناشناس از صلیب گلگون بود که اولین بار در سال ۱۶۱۴ در کاسل آلمان منتشر شد.
وان در چاپ با هنری مور نزاع داشت. جنگ رساله‌ای آنها به پایان رسید، اما مور با شور و شوق پیروزی (۱۶۵۶) به موضوع کیمیاگران بازگشت. یکی دیگر از منتقدان وان جان گاول بود.
آلن جی. دبوس نوشته‌است که توضیح ساده ای از فلسفه طبیعی وان، در شکل بالغ آن، مانند پنهان کورنلیوس آگریپا است، در توضیحی که از طریق دیدگاه‌های مایکل سندیوگیوس ارائه می‌شود. وان به عنوان نویسنده ای در مکتب سندیوگیوس از ژاک دو نویزمان و آندریاس اورتلیوس پیروی می‌کند. او خود را در سنت اصلاح‌کنندگان آموزش و پرورش چلیپای سرخ، و یوهانس تریتمیوس، استادش لیبانیوس گالوس، و پلاژیوس اهل مایورکا، معلم لیبانیوس قرار داد (که دو نفر آخر به غیر از آنچه تریتمیوس می‌گوید، معلوم نیست که افراد واقعی بوده‌اند.
به گفته برخی از نویسندگان فهرست‌های رساله‌های هرمسی و کیمیاگری (مانند جان فرگوسن، دنیس یان دووین، وینچی ورجینلی و دیگران) توماس وان می‌تواند نویسنده ناشناس رساله مامن و پناهگاه ثروت و حکمت خدای بزرگ جهان که لقب کیمیکا وانوس به او داده شده‌است. باشد. . . آمستلودامی. . . آنو ۱۶۶۶، یعنی شاهکار مرموز سنت هرمسی.

## حمله پس از مرگ
در سال ۱۸۹۶ وان سوژه جعلی بود که ادعا می‌کرد در مورد اعمال شیطان‌پرستی توسط مبتکران فراماسونری افشاگری می‌کرد و اینکه توماس به ایجاد فراماسونری به عنوان یک جامعه شیطانی کمک کرده بود. مخترعان این حقه چند روزنامه‌نگار پاریسی بودند.